# Ilhan Omar
Ilhan Abdullahi Omar (1982. október 4. –) amerikai politikus, Minnesota 5. választókerületének képviselője az Egyesült Államok Képviselőházában. A Demokrata–Gazda–Munkáspárt tagja, megválasztása előtt 2017 és 2019 között a minnesotai Képviselőház tagja volt. Választókerületébe tartozik teljes Minneapolis és néhány külvárosi területe.
Donald Trump kritikusa, ellenezte a korábbi elnök bevándorlási politikáját. Ezek mellett gyakran kritizálja Izraelt és a Palesztin területek elfoglalását.
Az első szomáli-amerikai, az első honosított, Afrikában született személy és az első nő, aki képviseli Minnesota 5. választókerületét a Kongresszusban. Rashida Tlaibbal együtt az első muszlim nő, aki tagja a Kongresszusnak. Többször is kapott halálos fenyegetéseket, politikai ellenfelei gyakran zaklatták.

## Politikája
Oktatást tekintve, Omar támogatja, hogy azon tanulók, akiknek családja kevesebb, mint 125 ezer dollárt keres évente, ingyenes egyetemi taníttatásban részesüljön. Támogatója Bernie Sanders tervének, hogy eltöröljék a jelenleg létező 1,6 milliárd dollárnyi diákhitel tartozásokat.
Támogatója a Medicare For All egészségügyi tervnek.
2019 augusztusában Omart és Rashida Tlaibot kitiltották Izraelből, miután Omar az ország bojkottálása mellett szólalt fel. Ezek mellett Netanjáhú miniszterelnök bejelentésében elmondta, hogy az indokok között van az is, hogy Omar és Tlaib Izrael helyett Palesztinát jelölték meg úticéljukként. Donald Trump a tiltás előtt néhány órával Twitteren mondta el a véleményét. Azt írta, hogy gyengeség jele lenne, ha beengednék Omart és Tlaibot, tekintve, hogy "utálják Izraelt és az összes zsidót". Republikánus és demokrata képviselők, illetve az Amerikai Zsidó Bizottság is ellenezte a kitiltást.
2019 márciusában beszédet mondott egy felvonuláson, amely támogatta a reparatív terápiák betiltását Minnesotában. Májusban szankciókat vezettetett volna be Brunei ellen, ahol a homoszexualitást halálbüntetéssel büntették volna. Júniusban részt vett a minnesotai pride felvonuláson.

## Választási eredmények
| Párt     | Jelölt                     | Szavazatok | %     |
| -------- | -------------------------- | ---------- | ----- |
|          | Ilhan Omar                 | 65,238     | 48.2  |
|          | Margaret Anderson Kelliher | 41,156     | 30.4  |
|          | Patricia Torres Ray        | 17,629     | 13.0  |
|          | Jamal Abdulahi             | 4,984      | 3.7   |
|          | Bobby Joe Champion         | 3,831      | 2.8   |
|          | Frank Drake                | 2,480      | 1.8   |
| Összesen | Összesen                   | 135,318    | 100.0 |

| Párt                 | Jelölt             | Szavazatok | %     |
| -------------------- | ------------------ | ---------- | ----- |
|                      | Ilhan Omar         | 267,703    | 77.97 |
| 25x25px[halott link] | Jennifer Zielinski | 74,440     | 21.68 |
| További jelöltek     | További jelöltek   | 1,215      | 0.35  |
| Összesen             | Összesen           | 343,358    | 100.0 |

| Párt     | Jelölt                  | Szavazatok | %     |
| -------- | ----------------------- | ---------- | ----- |
|          | Ilhan Omar              | 92,443     | 57.4  |
|          | Antone Melton-Meaux     | 63,059     | 39.2  |
|          | John Mason              | 2,497      | 1.6   |
|          | Daniel Patrick McCarthy | 1,792      | 1.1   |
|          | Les Lester              | 1,147      | 0.7   |
| Összesen | Összesen                | 160,938    | 100.0 |

| Párt                 | Jelölt        | Szavazatok | %     |
| -------------------- | ------------- | ---------- | ----- |
|                      | Ilhan Omar    | 255,924    | 64.3  |
| 25x25px[halott link] | Lacy Johnson  | 102,878    | 25.8  |
| LMN                  | Michael Moore | 37,979     | 9.5   |
| 25x25px[halott link] | Toya Woodland | 34         | 0.0   |
| Összesen             | Összesen      | 398,263    | 100.0 |